# Найваша (озеро)
Озеро Найваша (англ. Naivasha) — прісноводне озеро вулканічного походження, розташоване в зоні Великого Африканського розлому (Great Rift Valley) в Кенії (Kenya), за 90 км від столиці країни Найробі, на висоті 1 880 м над рівнем моря. У перекладі з мови масаї назва озера позначає «бурхлива вода». Над озером височить гора Лонгонот.
Площа озера постійно змінюється від 114 до 991 км² в залежності від сезону дощів. Воно розтягнулося майже на 13 км, проте його глибина складає не більше п'яти метрів.
Озеро настільки велике, що під час сильних вітрів на ньому інколи піднімається шторм, який можна порівняти з морським. За цю особливість плем'я масаїв охрестило його «Найроша» або «неспокійна вода». Потім назву було спрощено британськими колонізаторами.
На початку 20-го століття озеро повністю пересохло, однак, кілька років по тому, було знову наповнене проливними дощами. 
Для кенійців озеро є центром відпочинку, тут знаходиться яхтклуб, приватні катери і човни для рибного лову. 
Це гарне прісноводне озеро оточене горами, де згаслі вулкани і гірські укоси, що оточують озеро з півдня і заходу. Всі землі навколо озера - у приватному володінні, тому, щоб дістатися до води, необхідний дозвіл господаря.
На озері мешкає 450 видів птахів, в самому озері - бегемоти, а серед прибережних заростей акації можна зустріти жирафів, зебр, буйволів і зграї диких мавп.
Озеро Найваша - рай для орнітологів-любителів, оскільки птахів на озері можна спостерігати в безпосередній близькості . З жовтня по березень їх популяція значно зростає, завдяки перелітним птахам.
На острові Кресент живе безліч пеліканів і бакланів.
Гордістю цих місць є африканський орел-рибалка, його мисливський клич справляє незабутнє враження.